# Lista över fornlämningar i Staffanstorps kommun
Lista över fornlämningar i Staffanstorps kommun är en förteckning av ett urval av de fornlämningar som finns i Staffanstorps kommun.

## Bjällerup
| Namn                    | Lämningstyp  | Tillkomsttid | Historisk indelning | Plats | Läge                 | ID-nr          | Bild                                 |
| ----------------------- | ------------ | ------------ | ------------------- | ----- | -------------------- | -------------- | ------------------------------------ |
| Tornhög (Bjällerup 2:1) | Hög          |              | Bjällerup, Skåne    |       | 55.675506, 13.218829 | 10118700020001 | Ladda upp en bild av detta fornminne |
| Hanehög (Bjällerup 3:1) | Hög          |              | Bjällerup, Skåne    |       | 55.674255, 13.228302 | 10118700030001 | Ladda upp en bild av detta fornminne |
| Bjällerup 13:1          | Hällristning |              | Bjällerup, Skåne    |       | 55.657354, 13.260707 | 10118700130001 | Ladda upp en bild av detta fornminne |

## Brågarp
| Namn        | Lämningstyp | Tillkomsttid | Historisk indelning | Plats | Läge                 | ID-nr          | Bild                                 |
| ----------- | ----------- | ------------ | ------------------- | ----- | -------------------- | -------------- | ------------------------------------ |
| Brågarp 1:1 | Hög         |              | Brågarp, Skåne      |       | 55.659896, 13.195050 | 10120200010001 | Ladda upp en bild av detta fornminne |

## Esarp
| Namn                    | Lämningstyp | Tillkomsttid | Historisk indelning | Plats | Läge                 | ID-nr          | Bild                                      |
| ----------------------- | ----------- | ------------ | ------------------- | ----- | -------------------- | -------------- | ----------------------------------------- |
| Esarpshögen (Esarp 1:1) | Hög         |              | Esarp, Skåne        |       | 55.612329, 13.321378 | 10121200010001 | Ladda upp en till bild av detta fornminne |

## Flackarp
| Namn                    | Lämningstyp             | Tillkomsttid | Historisk indelning | Plats | Läge                 | ID-nr          | Bild                                      |
| ----------------------- | ----------------------- | ------------ | ------------------- | ----- | -------------------- | -------------- | ----------------------------------------- |
| Brysshög (Flackarp 2:1) | Hög                     |              | Flackarp, Skåne     |       | 55.696466, 13.115390 | 10122000020001 | Ladda upp en bild av detta fornminne      |
| Flackarp 3:1            | Begravningsplats        |              | Flackarp, Skåne     |       | 55.690545, 13.159200 | 10122000030001 | Ladda upp en till bild av detta fornminne |
| Flackarp 3:4            | Hällristning            |              | Flackarp, Skåne     |       | 55.690548, 13.159591 | 10122000030004 | Ladda upp en bild av detta fornminne      |
| Flackarp 4:1            | Hög                     |              | Flackarp, Skåne     |       | 55.695851, 13.114511 | 10122000040001 | Ladda upp en bild av detta fornminne      |
| Flackarp 10:1           | Hög                     |              | Flackarp, Skåne     |       | 55.691832, 13.120621 | 10122000100001 | Ladda upp en bild av detta fornminne      |
| Flackarp 32:1           | Grav- och boplatsområde |              | Flackarp, Skåne     |       | 55.702581, 13.139310 | 10122000320001 | Ladda upp en bild av detta fornminne      |

## Görslöv
| Namn                  | Lämningstyp | Tillkomsttid | Historisk indelning | Plats | Läge                 | ID-nr          | Bild                                 |
| --------------------- | ----------- | ------------ | ------------------- | ----- | -------------------- | -------------- | ------------------------------------ |
| Görshög (Görslöv 2:1) | Hög         |              | Görslöv, Skåne      |       | 55.625679, 13.134991 | 10124200020001 | Ladda upp en bild av detta fornminne |

## Knästorp
| Namn         | Lämningstyp | Tillkomsttid | Historisk indelning | Plats | Läge                 | ID-nr          | Bild                                 |
| ------------ | ----------- | ------------ | ------------------- | ----- | -------------------- | -------------- | ------------------------------------ |
| Knästorp 1:1 | Hög         |              | Knästorp, Skåne     |       | 55.676844, 13.203895 | 10127900010001 | Ladda upp en bild av detta fornminne |

## Mölleberga
| Namn                            | Lämningstyp    | Tillkomsttid | Historisk indelning | Plats | Läge                 | ID-nr          | Bild                                      |
| ------------------------------- | -------------- | ------------ | ------------------- | ----- | -------------------- | -------------- | ----------------------------------------- |
| Kycklingahönan (Mölleberga 4:1) | Stenkammargrav |              | Mölleberga, Skåne   |       | 55.607487, 13.184082 | 10131000040001 | Ladda upp en till bild av detta fornminne |
| Mölleberga 5:1                  | Hög            |              | Mölleberga, Skåne   |       | 55.599160, 13.158022 | 10131000050001 | Ladda upp en bild av detta fornminne      |

## Särslöv
| Namn                   | Lämningstyp | Tillkomsttid | Historisk indelning | Plats | Läge                 | ID-nr          | Bild                                 |
| ---------------------- | ----------- | ------------ | ------------------- | ----- | -------------------- | -------------- | ------------------------------------ |
| Stålhög (Särslöv 14:1) | Hög         |              | Särslöv, Skåne      |       | 55.610169, 13.145832 | 10136200140001 | Ladda upp en bild av detta fornminne |

## Tottarp
| Namn        | Lämningstyp | Tillkomsttid | Historisk indelning | Plats | Läge                 | ID-nr          | Bild                                      |
| ----------- | ----------- | ------------ | ------------------- | ----- | -------------------- | -------------- | ----------------------------------------- |
| Tottarp 5:1 | Hög         |              | Tottarp, Skåne      |       | 55.634837, 13.169842 | 10137900050001 | Ladda upp en till bild av detta fornminne |

## Uppåkra
| Namn                                 | Lämningstyp             | Tillkomsttid | Historisk indelning | Plats                  | Läge                 | ID-nr          | Bild                                      |
| ------------------------------------ | ----------------------- | ------------ | ------------------- | ---------------------- | -------------------- | -------------- | ----------------------------------------- |
| Uppåkra 1:1                          | Hög                     |              | Uppåkra, Skåne      |                        | 55.652140, 13.167607 | 10138500010001 | Ladda upp en till bild av detta fornminne |
| Uppåkrastenen / DR 266 (Uppåkra 2:1) | Runristning             |              | Uppåkra, Skåne      | Stenshöggårds trädgård | 55.666064, 13.140861 | 10138500020001 | Ladda upp en till bild av detta fornminne |
| Storehög (Uppåkra 3:1)               | Hög                     |              | Uppåkra, Skåne      |                        | 55.665655, 13.168894 | 10138500030001 | Ladda upp en till bild av detta fornminne |
| Lillehög (Uppåkra 4:1)               | Hög                     |              | Uppåkra, Skåne      |                        | 55.664341, 13.168655 | 10138500040001 | Ladda upp en bild av detta fornminne      |
| Uppåkra 5:1                          | Grav- och boplatsområde |              | Uppåkra, Skåne      |                        | 55.664436, 13.168114 | 10138500050001 | Ladda upp en till bild av detta fornminne |
| Uppåkra 19:1                         | Hög                     |              | Uppåkra, Skåne      |                        | 55.679408, 13.166953 | 10138500190001 | Ladda upp en bild av detta fornminne      |